# Irdabama
Irdabama, auch Irtabbama (altpersisch ṛta-bāma-),  gehörte zur königlichen Familie der Achämeniden während der Regierungszeit von Dareios I. Sie ist über die Verwaltungsarchive von Persepolis als wirtschaftlich aktivste Person am achämenidischen Hof ausgewiesen. Irdabama lebte am Ende des 6. bis zu Beginn des 5. Jahrhunderts v. Chr.

## Beschreibung
Irdabama, auch Irtabbama, war der elamische Name einer weiblichen Person am Hof von Dareios I. Der Name lautet in der altpersischer Sprache ṛta-bāma-. Irdabama gehörte zur königlichen Familie. Aus den Überlieferungen ist ihre genaue Position am Hof nicht ersichtlich, aber es wird vermutet, dass sie die Mutter von Dareios I. oder eine seiner Ehefrauen war. Sie trug den Titel abbamuš, der ebenfalls über spätbabylonische Texte aus Borsippa überliefert ist und als achämenidische Variante des babylonischen Titels Dame des Palasts interpretiert wird. Die Aktivitäten Irdabamas fanden vom 16. bis zum 25. Regierungsjahr (506 bis 497 v. Chr.) von Dareios I. statt.
Die Einrichtung Tafel der Irdabama wird ihr zugehörig betrachtet. Der aus den Archiven überlieferte Begriff Tafel des Königs war eine Institution mit eigenen Gesetzen, einer Hierarchie und einer eigenen Bürokratie. Neben dem König führten nur Irdabama, Irtaštuna und der hochrangige Satrap Karkiš eine eigene Tafel als von der übrigen Verwaltung unabhängigen Wirtschaftsbereich in Persepolis. Die Struktur und die Komplexität des Wirtschaftsbereichs waren demjenigen des Königs nachempfunden. Irdabama unterhielt neben dem König und seiner Frau Irtaštuna auch einen eigenen Hof, mit dem sie viel herumreiste. Die Ausgaben für Getreide, Schafe, Ziegen, Wein und Bier beliefen sich auf etwa 10 Prozent der Reisekosten des Königs.
Irdabama verschob die größten Mengen an Waren, die in den Verwaltungsarchiven von Persepolis ausgewiesen sind, und war für die höchste Anzahl von weiblichen und männlichen Arbeitern an verschiedenen Standorten wie zentralen Lagerhäusern und privaten Anwesen zwischen Persepolis und Susa verantwortlich.

## Persönliches Siegel
Das persönliche Siegel von Irdabama (PFS 0051) stellt die Szene einer Jagd dar. Das Muster der Siegelanbringung in Verbindung mit den in den Begleittexten erwähnten Namen erlaubt es trotz der Abwesenheit einer Inschrift, das Siegelbild mit großer Sicherheit der Person Irdabama zuzuordnen. Das Siegel misst 2,25 cm in der Höhe, hat einen Umfang von 4,15 cm und einen geschätzten Durchmesser von ungefähr 1,32 cm. Das Siegel unterscheidet sich nicht von denjenigen, die Männern gehören, und erinnert an das Siegel von Kyros I.
Das Siegel von Irdabama ist das Gegenstück des Siegels PFS 0093* von Kyros I. Auf der linken Seite sitzt eine Figur auf einem Pferd und jagt wilde Tiere. Sie schwingt mit der rechten Hand einen Speer über dem Kopf, während die linke Hand die Zügel des Pferdes hält. Das Pferd bewegt sich in einem wilden Galopp nach rechts. Der Reiter trägt ein knielanges Gewand mit einem Gürtel und einen gezahnten Kopfschmuck, so dass der Eindruck einer gezahnten Krone entsteht. Auf dem Hinterkopf ist der Rest einer Hochfrisur zu sehen. Vor dem Reiter fliehen zwei wilde Tiere, die übereinander dargestellt sind, nach rechts. Jedes der Tiere ist von einem Speer getroffen.
Die Siegel von Irdabama und Kyros I. teilen viele kompositorische und stilistische Eigenschaften und wurden wahrscheinlich von der gleichen Werkstatt hergestellt. Beide Siegel haben das Thema eines Reiters, der seine Beute von links nach rechts verfolgt. Beiden ist gemeinsam, dass die Beute übereinander dargestellt ist. Die Haltung der Reiter und der Reittiere sind sich ähnlich und alle Tiere sind in einem fliegenden Galopp dargestellt. Im Stil zeigen sich ebenfalls Übereinstimmungen. Auf beiden Siegeln handelt es sich um schematische Figuren mit weichen Formen und großen Köpfen. Beide Reiter zeigen eine majestätische Brust und einen starken Nacken. Beiden gemeinsam sind neu-elamische Qualitäten mit dünnen Hüften, einem kleinen Bogen auf der Unterseite des Rückens, weichen bauschigen Schultern und schwellenden Waden.
Das Siegel von Irdabama ist wie das Siegel von Kyros I. meisterhaft ausgeführt. Es vermittelt einen Hauch von Dreidimensionalität, die in der mesopotamischen Glyptik selten anzutreffen ist.